# Ibis Blasco
Ibis Blasco fue una primera actriz, cancionista, vedette, animadora radial y directora española que hizo toda su carrera en Argentina.

## Biografía
Hija de María Blasco, una famosa tonadillera española en la década de 1920 que falleció en Buenos Aires en 1966, su hermana fue la también actriz María Luisa Blasco, y su sobrina Teresa Blasco.

## Carrera
Ibis Blasco fue una actriz dedicada enteramente al medio radial y al teatro. Nacida en España, viajó desde joven con su hermana menor a la Argentina donde la adoptó como su nuevo hogar. Su voz dulce y melodiosa le permitió lucirse en decenas de radioteatros junto a aclamadas figuras de la época como Héctor Ferraro con quien hizo varias audiciones en Radio Belgrano, Anita Palmero, Hilda Bernard, Silvana Roth, Chola Luna, entre otros.
Hizo aplaudidas audiciones en Radio Antártida, Argentina y Belgrano. Uno de los radioteatros más conocidos fue Cartas de amor de 1941, emitido por Radio Argentina, junto a Malvina Pastorino, Angelina Pagano, Manuel Perales, Pedro Tocci, Pepita Meliá y Benito Cibrián.
En junio de 1944 hizo El nido fiel, novela radial del dramaturgo Roberto Valenti (1907-1958), junto al acuarelista y escenógrafo Jorge Larco (1897-1967). También se lució en La carta que no llega.
En 1927 se instala un tiempo en Chile donde filma con rol protagónico el film mudo Los cascabeles de Arlequín junto a Edmundo Fuenzalida, Mercedes Gibson y Plácido Martín.
En 1931 debuta con la Compañía de Variedades Blasco Ibis que integraban María Luisa Blasco, Margarita Padín y la pareja Iberia-Ortega, presentando las obras Ramillete María Blasco y La Hora de la Alegría. Posteriormente con esta compañía representó las obras Las alegres panderetas y La sal de la música española en Chile.
En 1934 trabajó en el Teatro Cómico en la Compañía Argentina de Grandes Espectáculos Musicales Los Cuatro Diablos, dirigida por Rafael Palacios. Junto a ella también estaban la vedettes y actrices Carmen Lamas, Tita Merello, Fina Suárez, y los actores Severo Fernández, Guillermo Pedemonte, Héctor Quintanilla y Eloy Álvarez. Con ella estrena las obras El callejón de la alegría, ¡Papá, cómprame un príncipe! y A Juan 1º de Ardula le han encajado la mula.
Presentó una obra titulada La casita olvidada en las nieves. También participó en 1945 en una obra adaptada por Francisco Canaro e Ivo Pelay, llamada El tango en París, junto a Alicia Vignoli, Rosa Catá, León Zárate, Oscar Villa, Cayetano Biondo, Guillermo Rico y el cantor Alberto Arenas que presentó por primera vez el tango Adiós Pampa Mía.
Como cancionista mostró su talento vocal en el género de la zarzuela y el tango. En 1934 acompañó a Carlos Lafuente, cantor nacional de positivos méritos y a Estela Nelson, soprano de excelente escuela.